# Saint-Père, Nièvre
Saint-Père este o comună în departamentul Nièvre din centrul Franței. În 2009 avea o populație de 1.159 de locuitori.

## Evoluția populației
| An        | 1975 | 1982 | 1990  | 1999  | 2006 | 2009  |
| --------- | ---- | ---- | ----- | ----- | ---- | ----- |
| Populație | 871  | 969  | 1.061 | 1.023 | 994  | 1.159 |